# Limotettix pallidus
Limotettix pallidus är en insektsart som beskrevs av Knight 1975. Limotettix pallidus ingår i släktet Limotettix och familjen dvärgstritar. Inga underarter finns listade i Catalogue of Life.